# Спорыш (мифология)
Споры́ш (бел. спары́ш, спорынья; от др.-рус. споръ) — в восточнославянской мифологии воплощение плодородия.
В некоторых местах крестьяне представляли Спорыша в виде белого кудрявого человека, который ходит по полю (иногда вместе с Богом и Раем). Спорыш может считаться продолжением общеславянского мифологического близнечного божества, родственного балтийскому Юмису, древнеиндийским Ашвинам. П. В. Шейн считал Спорыша языческим богом на основе записанных им спарышевых (райковых) белорусских песен, однако другие исследователи (Д. Кравченко) не согласны с этой интерпретацией и считают Спорыша продуктом «кабинетной мифологии».

## Этимология
В Этимологический словаре словаре Фасмера указано, что слово произошло от др.-рус. споръ — «обильный». Согласно Этимологическому словарю Шанского, слово образовано от о.-слав. спорый — «обильный, богатый, удачный», родственного др.-инд. shiras — «жирный, богатый, толстый», лат. prosper — «счастливый, благоприятный». В Словаре русского языка XI—XVII веков даётся определение слову «спорынья» — прибыль, обилие.

### Спорыш от «Спарыш»
По мнению некоторых исследователей[кого?], первоначально наименованием спарыш обозначали двойное зерно или двойной колос, который в восточно- и южнославянской традициях рассматривался как близнечный символ плодородия. У русских, украинцев и белорусов стряпуху приветствовали словами: «Спорынья в квашню!».
Во многих местах восточнославянской территории (особенно в Белоруссии) распространено представление о том, что двойной колос (спорыш, спорынья, двойчатка, житная матка и т. п.), скормленный скотине, способствует увеличению её плодовитости, что вызывает к жизни соответствующий ритуал: «Если спорышики дать корове и овцам (особенно), то двое родятся». Для объяснения роли двойного плода в продуцирующей магии существенной представляется сама этимология названия спорыш, спорынья, то есть связь со спорый, спорость со значениями обильный, щедрый, объемистый, прибыль, удача.
При отправления древних обрядов из сдвоенных колосьев-спорышей плели венки, варили «братское» пиво, или откусывали эти колосья зубами. В Псковской области из таких колосьев изготовлялась кукла-спорынья. Из них изготавливалась и пожинальная «борода», посвящавшаяся парным святым — покровителям сельского хозяйства: Флору и Лавру, Зосиме и Савве, Козьме и Демьяну.
Образ Спорыша, навеянный славянскими поверьями, выступает в повести-сказке А. М. Ремизова «К Морю-Океану» (1907).

## Поговорки
- Кому счастье спорит, всё с рук сходит.
- Не спорит корысть, а спорит правда.
- Назем спорит урожаю.
- Криком изба не рубится, а шумом дело не спорится.
- Не трудно ласково слово, да споро.
- Что скоро, то и не споро.
- Спора женина полушка — за мужниной краюшкой.
- Не спорое дело попритчилось.
- Всякое лихо споро: не минет скоро.
- От порядку и догляду спорынья в хозяйстве живёт.
- Без Божьего благословенья, ни в чём спорыньи не жди.
- «Спорынья (или спорина) в квашню!» — привет вошедшего; ответ: «Сто рублей в мошну!»
- Спориной и бедный проживёт, а неспорь (неспорынье) и богатого губит.
- Спорынья дороже богатства.
- Кто за хлеба соль берёт со странного, у того спорыньи во дому не будет.